# Populous
Populous – brytyjska komputerowa gra w boga, zaprojektowana przez Petera Molyneux w 1989 dla studia Bullfrog Productions, uznawana za pierwszego przedstawiciela gatunku.
W Populousie gracz wciela się w bóstwo, którego zadaniem jest zniszczenie budynków ludności wierzącej we wrogie bóstwo. Rozgrywka rozpoczyna się w widoku izometrycznym, w którym przedstawiony jest kawałek mapy, na której odbywa się akcja gry. Gracz otrzymuje na początek teren o losowej strukturze wraz z niewielką liczbą ludzi plemiennych. Zwiększenie tej liczby dokonuje się poprzez spłaszczanie terenu, na którym wyznawcy stawiają budynki, mogące na odpowiednio płaskim podłożu przekształcić się w zamki. W zamkach można zamienić niektórych osadników w rycerzy, którzy przystępują do akcji zbrojnej przeciwko osadom założonym przez wyznawców drugiego boga. W miarę upływu rozgrywki gracz może wywołać na danym polu kataklizm (na przykład powódź, wzniesienie wulkanu lub trzęsienie ziemi), niszczący wrogie osady wraz z jej mieszkańcami.
Populous zapewnił sławę odpowiedzialnemu za jego powstanie Peterowi Molyneux, zyskując uznanie w oczach wielu recenzentów np. czasopismo „Computer and Video Games” przyznało grze tytuł gry miesiąca (Game of the Month). W tym samym roku ukazał się dodatek Populous: The Promised Lands, zawierający 5 nowych światów. W późniejszym okresie stworzone zostały także pełnoprawne sequele poświęcone tematyce wojny bogów: Populous II: Trial of the Olympian Gods (1991) oraz Populous: The Beginning (1998). Na podobnym mechanizmie opierało się także inne dzieło Molyneux pod nazwą Powermonger (1990), skupiające się jednak na militarnej stronie mechaniki. Nieoficjalna kontynuacja Populousa tego samego twórcy, pod nazwą Godus, została udostępniona graczom w 2013 roku w ramach wczesnego dostępu w serwisie Steam, pozostała jednak nieukończona.